# Episodi di SOKO Wismar (diciottesima stagione)
La diciottesima stagione della serie televisiva SOKO Wismar è stata trasmessa in anteprima in Germania dalla ZDF a partire dal 23 settembre 2020.
| nº | Titolo originale           | Titolo italiano | Prima TV Germania | Prima TV Italia |
| -- | -------------------------- | --------------- | ----------------- | --------------- |
| 1  | Tod im Robbenbecken        | inedito         | 23 settembre 2020 | inedito         |
| 2  | Kunst und Krempel          | inedito         | 30 settembre 2020 | inedito         |
| 3  | Abgetaucht                 | inedito         | 7 ottobre 2020    | inedito         |
| 4  | Die Sprache der Wunden     | inedito         | 14 ottobre 2020   | inedito         |
| 5  | Trittbrettfahrer           | inedito         | 21 ottobre 2020   | inedito         |
| 6  | Ilse muss weg              | inedito         | 28 ottobre 2020   | inedito         |
| 7  | Das Leben ist kein Ponyhof | inedito         | 4 novembre 2020   | inedito         |
| 8  | Der Absturz                | inedito         | 11 novembre 2020  | inedito         |
| 9  | Tödlicher Salut            | inedito         | 18 novembre 2020  | inedito         |
| 10 | Täter Timmermann           | inedito         |                   | inedito         |
| 11 | Zucht und Ordnung          | inedito         |                   | inedito         |
| 12 | Schlafende Hunde           | inedito         |                   | inedito         |
| 13 | Ausgesorgt                 | inedito         |                   | inedito         |
| 14 | Wolfstod                   | inedito         |                   | inedito         |
| 15 | Lügen können tödlich sein  | inedito         |                   | inedito         |